# (Kom så ska vi) Leva livet
(Kom så ska vi) Leva livet, skriven av Per Gessle och Mats "MP" Persson, släpptes på singel den 29 april 1981 av den svenska popgruppen Gyllene Tider, och placerade sig som bäst på 13:e plats på den svenska singellistan.
Melodin låg på Svensktoppen i åtta veckor under perioden 31 maj-22 november 1981, och låg som bäst på andra plats .

## Låtlista

### Sida A
1. (Kom så ska vi) Leva livet - 3:41

### Sida B
1. Leka med elden - 4:51

## Listplaceringar
| Lista (1981) | Position |
| ------------ | -------- |
| Sverige      | 13       |